# La Demoiselle d'honneur (roman)
Ne doit pas être confondu avec Demoiselle d'honneur.
Pour le film, voir La Demoiselle d'honneur.
La Demoiselle d'honneur  — The Bridesmaid dans l'édition originale britannique — est un roman policier publié par Ruth Rendell en 1989.

## Résumé
Philip Wardman, un jeune homme qui déteste toute forme de violence, vit à la maison avec sa mère et sa sœur. Son idéal féminin, source de ses fantasmes adolescents, est représentée par une belle statue de Flore, une nymphe. Le jeune homme est aussi intrigué par Rebecca, une femme dont l’assassinat supposé passionne Londres, et qui développe chez lui une fascination morbide qui l’horrifie. 
Un jour, la sœur de Philippe se marie. Pendant la cérémonie du mariage, Philippe rencontre Senta, l'une des demoiselles d'honneur qui ressemble en tous points à la statue de Flore. Une histoire d'amour passionnée s'ensuit, mais le monde merveilleux de Philip s'écroule quand Senta exige comme gage d'amour réciproque qu'ils doivent, l'un et l'autre, tuer quelqu'un.
Dans sa recherche du mystère de ces trois femmes, Philip va peu à peu sonder ses propres énigmes : sa violence refoulée, son désir incestueux latent, ses obsessions érotiques et ses pulsions meurtrières.

## Éditions
Édition originale en anglais
- (en) Ruth Rendell, The Bridesmaid, Londres, Hutchinson, 1989 (OCLC 59049472) - édition britannique

Éditions françaises
- (fr) Ruth Rendell (auteur) et Pierre-Guillaume Lebon (traducteur) (trad. de l'anglais), La Demoiselle d'honneur : roman [« The Bridesmaid »], Paris, Calmann-Lévy, 1991, 267 p. (ISBN 2-7021-1942-5, BNF 35410092)
- (fr) Ruth Rendell (auteur) et Pierre-Guillaume Lebon (traducteur) (trad. de l'anglais), La Demoiselle d'honneur [« The Bridesmaid »], Paris, Librairie générale française, coll. « Le Livre de poche no 4315 », 1992, 349 p. (ISBN 2-253-05963-3, BNF 35500340)

## Adaptation cinématographique
- 2004 : La Demoiselle d'honneur, film franco-allemand réalisé par Claude Chabrol, avec Benoît Magimel, Laura Smet, Aurore Clément et Bernard Le Coq